# XAB2
XAB2‏ (XPA binding protein 2) هوَ بروتين يُشَفر بواسطة جين XAB2 في الإنسان.